# Louis-Antoine-Sophie de Vignerot du Plessis
Louis-Antoine-Sophie de Vignerot du Plessis, duc de Fronsac, puis 4e duc de Richelieu (1788), prince de Mortagne, marquis du Pont-Courlay, comte de Cosnac, baron de Barbezieux, baron de Coze et baron de Saugeon, est un général français né le 4 février 1736 et mort en 1791.

## Biographie
Il est le fils de Louis-François-Armand de Vignerot du Plessis (1696-1788), 3e duc de Richelieu, maréchal de France, et d'Élisabeth-Sophie de Lorraine-Harcourt, « mademoiselle de Guise ».
La marquise de Pompadour, favorite royale, aurait voulu lui faire épouser sa fille mais le duc de Richelieu, père du jeune homme et très bon courtisan, esquive la demande en prétendant que la mère de son fils étant princesse de Lorraine — une maison bien supérieure à celle des Richelieu —, il devait obtenir l'accord du chef de cette famille qui n'était autre que l'empereur François Ier du Saint-Empire. La marquise ne pousse pas plus loin ses revendications.
Il épouse le 25 février 1764 Adélaïde-Gabrielle de Hautefort (1742-1767), fille d'Emmanuel-Dieudonné de Hautefort, marquis de Hautefort, lieutenant-général des armées du Roi, ambassadeur à Vienne, et de Françoise-Claire d'Harcourt.  
Elle était la petite- fille de François d'Harcourt, 2e duc d'Harcourt, pair de France, maréchal de France, et de son épouse, Marie-Madeleine Le Tellier de Barbezieux. Dont un fils : 
- Armand-Emmanuel  de Vignerot du Plessis de Richelieu, 5e duc de Richelieu  (1766-1822), président du conseil sous la Restauration.

Veuf dès 1767, il se remarie le 20 avril 1776 avec Marie-Antoinette de Galliffet qui lui donne deux filles :
- Armande-Marie de Vignerot du Plessis de Richelieu (née en 1777), marquise de Montcalm-Gozon ;
- Armande-Simplicie -Gabrielle de Vignerot du Plessis de Richelieu (née en 1778), épouse Antoine Pierre Joseph Chapelle de Jumilhac et devient marquise de Jumilhac : d'où la suite des ducs de Richelieu de 1822 à 1952.

Il est premier gentilhomme de la Chambre en survivance de son père, puis maréchal de camp et enfin lieutenant général (1780).